# Indische klepweekschildpad
De Indische klepweekschildpad (Lissemys punctata) is een schildpad uit de familie weekschildpadden (Trionychidae).

## Naam en indeling
De wetenschappelijke naam van de soort werd voor het eerst voorgesteld door Bonnaterre in 1789. Lange tijd werd Bernard Germain de Lacépède als auteur gezien die de soort in 1788 iets eerder beschreef. Het werk van Lacépède, onder andere de publicatie Histoire naturelle des quadrupèdes ovipares et des serpens waarin de schildpad werd beschreven, werd in 2005 echter afgekeurd als bronmateriaal voor wetenschappelijke (binomiale) namen.
Oorspronkelijk werd de wetenschappelijke naam Testudo punctata gebruikt en later werd de soort aan het geslacht drieklauwen (Trionyx) toegewezen. De soortaanduiding punctata betekent vrij vertaald 'voorzien van puntjes'.

### Ondersoorten
De soort wordt verdeeld in de volgende ondersoorten, met de auteur en het verspreidingsgebied.
| Naam                        | Auteur           | Verspreidingsgebied                         |
| --------------------------- | ---------------- | ------------------------------------------- |
| Lissemys punctata andersoni | Webb, 1980       | Bangladesh, India, Nepal, Pakistan, Myanmar |
| Lissemys punctata punctata  | Bonnaterre, 1789 | De rest van het verspreidingsgebied         |
| Lissemys punctata vittata   | Peters, 1854     | India                                       |

## Uiterlijke kenmerken

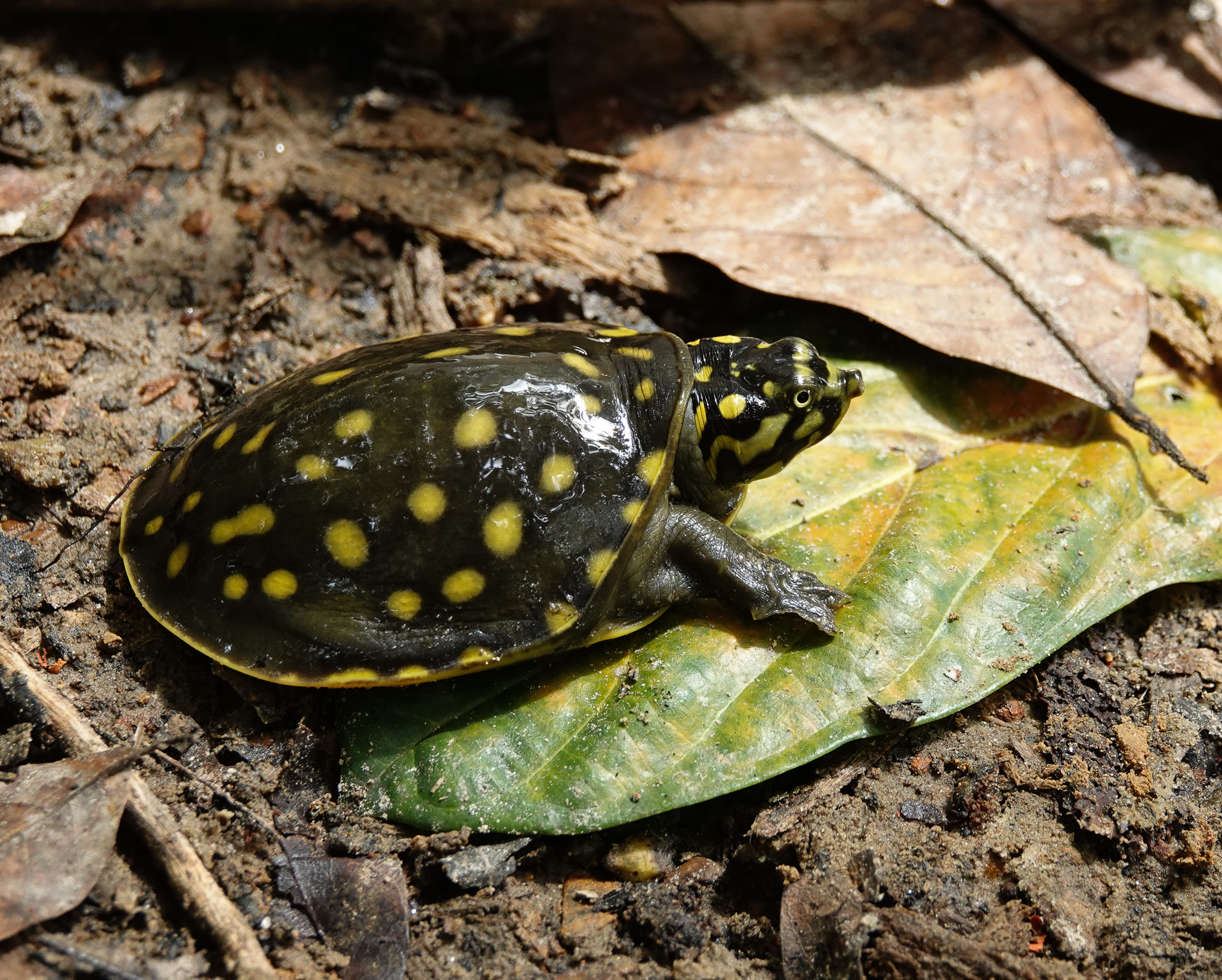
Een juveniel met duidelijke vlekken.

Het rugschild kan een lengte van 37 centimeter bereiken waarmee het een wat grotere soort is. Het lichaamsgewicht kan tot zeven kilo bedragen. De vrouwtjes worden groter dan de mannetjes, mannetjes zijn daarnaast te herkennen aan hun langere en dikkere staart. De schildkleur is olijfgroen tot grijs met vaak vage lichtere vlekken die echter toch goed afsteken vanwege een donkere omzoming. Bij oudere dieren vervagen de vlekken, juvenielen hebben juist heldere, afstekende vlekken. Het buikschild is veel lichter tot wit. De kop is groen tot bruin en heeft gele lengtestrepen tot in de nek.
De Indische klepweekschildpad dankt zijn naam aan het buikschild, dat flappen heeft aan de achterzijde. Hierin worden zowel de achterpoten als de staart volledig teruggetrokken. De voorpoten en kop kunnen in holtes aan de voorzijde worden getrokken.
Deze soort heeft daarnaast nog een ander afwijkend kenmerk ten opzichte van de meeste weekschildpadden. Het schild is verstevigd met verharde platen, wat bij de meeste andere schildpadden normaal is maar de weekschildpadden hebben juist vaak een zacht schild.

## Verspreiding en habitat
De Indische klepweekschildpad komt voor in delen van Azië en leeft in de landen  Bangladesh, India, Myanmar, Nepal, Pakistan en Sri Lanka. 
De habitat bestaat uit rustige tot stilstaande wateren, zoals rivieren, meren en moerassen. De voorkeur gaat uit naar een zand- of modderbodem. Ook kunstmatige wateren zijn geschikt, zo kan de schildpad in irrigatiekanalen worden aangetroffen. De soort is aangetroffen van zeeniveau tot op een hoogte van ongeveer 500 meter boven zeeniveau. 

## Voortplanting

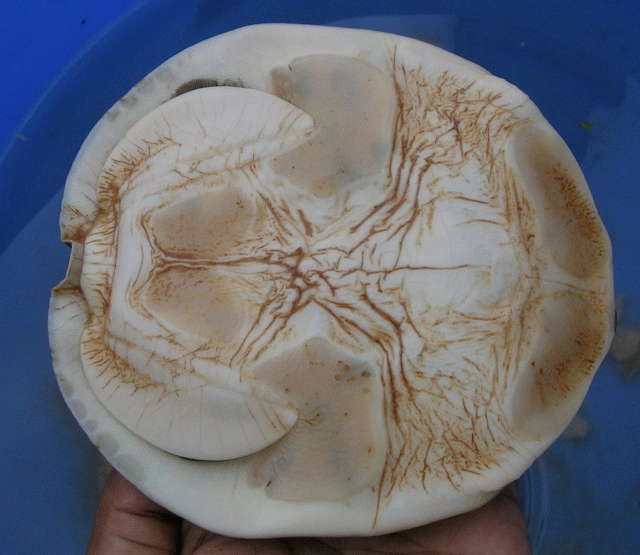
Onderzijde met de verborgen poten en staart.

De mannetjes en vrouwtjes kennen een balts voorafgaand aan de paring, die op de bodem plaatsvindt. Hierbij strijkt het mannetje zijn kop langs haar buikschild en maken de dieren knikkende bewegingen met de kop, zoals ook voorkomt bij sommige hagedissen. Aan het eind van de paring nemen de dieren een positie aan waarbij ze met de cloaca verbonden zijn maar met de kop van elkaar af staan, het vrouwtje kan het mannetje zelfs op 'sleeptouw' nemen.
Het vrouwtje produceert in totaal zo'n 34 tot 40 eitjes die in meerdere legsels worden afgezet. De eieren hebben een witte kleur en een harde schaal. Ze zijn ongeveer 25 millimeter breed en 33 mm lang. Ze worden begraven in een ondiep nest dat wordt afgedekt met plantenmateriaal. De ontwikkeling in het embryo gaat langzaam en duurt minstens 9 tot maximaal 15 maanden. De pas uitgeslopen jongen hebben een schildlengte van ongeveer 42 millimeter.

## Voedsel
De Indische klepweekschildpad jaagt voornamelijk op levende prooien als weekdieren, vissen, insecten en de larven en amfibieën, ook plantaardig materiaal wordt wel gegeten. Zowel de bladeren, stengels, bloemen als zaden staan op het menu. Ook het eten van rottend materiaal is wel beschreven en bij deze soort is kannibalisme bekend. De jonge dieren leven voornamelijk van muggenlarven.

## Beschermingsstatus
Door de internationale natuurbeschermingsorganisatie IUCN is de beschermingsstatus 'kwetsbaar' toegewezen (Vulnerable of VU).